# Пёчке, Вернер
Вернер Пёчке (нем. Werner Pötschke; 6 марта 1914, Брюссель — 24 марта 1945, Веспрем) — немецкий офицер войск СС, штурмбаннфюрер СС, кавалер Рыцарского креста Железного креста с Дубовыми листьями.

## Биография
Вернер Пёчке родился 6 марта 1914 года в городе Брюссель. В 1935 году поступил в части усиления СС. С марта 1938 года командир взвода в штандарте СС «Дер Фюрер», с которым участвовал в Польской кампании. Во Французской кампании командовал взводом в 1-й роте разведывательного батальона дивизии усиления СС.
Вернер Пёчке принял участие в Балканской кампании и в боях на Восточном фронте. С апреля 1942 командир 2-й роты разведывательного батальона дивизии СС «Рейх». В начале 1943 переведён в 1-й батальон танкового полка дивизии СС «Лейбштандарт СС Адольф Гитлер» командиром 1-й роты. В августе 1943 его часть направлена в Италию, а в декабре 1943 — в Россию. За отличия в боях в Каменец-Подольском котле 4 июня 1944 года был награждён Рыцарским крестом Железного креста. Участник наступления в Арденнах. В 1945 командовал 1-м батальоном 1-го танкового полка СС «Лейбштандарт СС Адольф Гитлер». 15 марта 1945 Пёчке был награждён дубовыми листьями к Рыцарскому кресту. Во время боёв в Венгрии 22 марта 1945 года Вернер был тяжело ранен в бою и через 2 дня скончался от полученных ранений.

## Чины
- Унтерштурмфюрер СС (25 мая 1940)
- Оберштурмфюрер СС (21 июня 1942)
- Гауптштурмфюрер СС (1 сентября 1942)
- Штурмбаннфюрер СС (9 ноября 1944)

## Награды
- Железный крест (1939)
  - 2-й степени (27 сентября 1939)
  - 1-й степени (2 июня 1940)
- Медаль «За зимнюю кампанию на Востоке 1941/42» (1 августа 1942)
- Знак «за ранение» в серебре
- Знак «за танковую атаку»
- Нагрудный знак «За ближний бой»"
- Почётная пряжка на ленте для войск СС (5 марта 1945)
- Немецкий крест в золоте (5 ноября 1942) — гауптштурмфюрер СС, командир 2-й роты разведывательного батальона СС «Рейх»
- Рыцарский крест Железного креста с Дубовыми листьями
  - Рыцарский крест (4 июня 1944) — гауптштурмфюрер СС, командир 1-й роты 1-го танкового полка СС «Лейбштандарт СС Адольф Гитлер»
  - Дубовые листья (№ 783) (15 марта 1945) — штурмбаннфюрер СС, командир 1-го батальона 1-го танкового полка СС «Лейбштандарт СС Адольф Гитлер»